# Ievgueni Ievtouchenko
Pour les articles homonymes, voir Evtouchenko.
Ievgueni Alexandrovitch Ievtouchenko, (en russe : Евге́ний Алекса́ндрович Евтуше́нко), né Gangnus le 18 juillet 1932 à Zima, oblast d'Irkoutsk (RSFS de Russie, Union soviétique), et mort le 1er avril 2017 à Tulsa, Oklahoma (États-Unis),, est un poète russe, qui se distingua également comme acteur, photographe et réalisateur de cinéma. Représentant emblématique de la génération du dégel intellectuel après la mort de Staline, il fut l'une des premières voix humanistes à s'élever en Union soviétique pour défendre la liberté individuelle.

## Biographie
Fils du géologue Alexandre Gangnus (d'origine germano-balte, 1910-1976) et de Zinaïda Ermolaïevna Ievtouchenko (1910-2002), Evgueni Gangnus naît à Zima où la famille est évacuée lors de la Seconde Guerre mondiale. Ses deux grands-pères furent arrêtés en tant qu'ennemis du peuple pendant la Grande Terreur. La famille rentre à Moscou en 1944.
Scolarisé à l'école no 254 puis à l'école numéro no 607 de Moscou, Evgueni fréquente le studio poétique à la Maison régionale des pionniers.
En 1948, injustement soupçonné à l'école numéro 607 d'avoir brûlé le carnet de notes de la classe, il est expulsé de l'établissement à l'âge de quinze ans. Son père le fait engager dans une expédition de prospection géologique au Kazakhstan, puis il travaille dans l'Altaï. 
Ses premiers vers sont publiés en 1949, dans le journal Sovietski sport. 
De 1952 à 1957, il étudie à l'Institut de littérature Maxime-Gorki d'où il sera également expulsé pour faute disciplinaire, notamment pour son soutien au roman L'Homme ne vit pas seulement de pain de Vladimir Doudintsev.
En 1952, paraît son premier livre, Les Éclaireurs de l'avenir que l'auteur qualifiera lui-même plus tard comme immature. La même année, il devient le plus jeune membre de l'Union des écrivains soviétiques, sans passer par l'étape du candidat.
Dans Babi-Yar (1961), l'un de ses poèmes les plus audacieux, le poète dénonce l'antisémitisme en URSS --un thème alors tabou-- et l'absence de monument à la mémoire des Juifs massacrés par les nazis à Babi Yar, près de Kiev,. En 1962, son poème Les héritiers de Staline est publié par la Pravda, organe central du parti communiste, dans le cadre de la campagne antistalinienne lancée alors par Nikita Khrouchtchev. Ievtouchenko devient un symbole du non-conformisme pendant le court dégel marquant les années 1960 en URSS,. En 1968, dans une lettre envoyée au Kremlin, il proteste contre l'intervention des chars soviétiques en Tchécoslovaquie.
Son poème La Mort de Stenka Razine a été mis en musique par Dimitri Chostakovitch en 1964 (opus 119). Il en existe un enregistrement par l'Orchestre Philharmonique de Moscou, sous la direction de Kirill Kondrachine (LP 33t, Le Chant du Monde - Musique de notre temps / Melodia U.R.S.S. LDX A 78376).
Il a également publié des romans et des livres de photographie, et a écrit, réalisé et joué dans des films. Il a siégé de 1988 à 1991 au premier parlement russe librement élu.
Les vingt dernières années de sa vie Evtouchenko vivait aux Etats-Unis. Les dernières années, il donnait des cours à l'Université de Tulsa, dans l'Oklahoma,. Il était membre honoraire de l'Académie américaine des arts et des lettres et a reçu la médaille des libertés américaines du Comité juif américain.
Peu avant sa mort, il demande à être enterré à Peredelkino, près de Moscou. Selon sa volonté, il y repose désormais non loin du tombeau de Boris Pasternak.

## Critique
On lui reprochait entre autres d'avoir défendu à l'étranger la thèse officielle sur les droits de l'homme en URSS. Ainsi, en 1983, dans une interview à la presse française, il affirma qu'il n'y avait pas de prisonniers politiques en URSS.
Le poète dissident en exil Joseph Brodsky s'est montré particulièrement critique, déclarant : « Il ne jette des pierres que dans des directions officiellement autorisées et approuvées.» Brodsky a démissionné de l'Académie américaine des arts et des lettres lorsque Ievtouchenko a été nommé membre honoraire.

## Positions politiques
Il est remarqué pour son ton indépendant, dénonçant les atrocités nazies de Babi Yar dans un poème du même nom, qui sera à l'origine de la symphonie nº 13 de Chostakovitch, aussi bien que les persécutions du régime soviétique, ou ultérieurement les exactions du régime russe en Tchétchénie : selon l'un de ses vers, « En Russie, un poète est plus qu'un poète ».

## Œuvres traduites en français
- Autobiographie précoce, traduit du russe et préfacé par K.S. Karol, Paris, Julliard, 1963
- Trois minutes de vérité, traduit par Paul Chaulot, Paris, Julliard, 1963
- De la cité du oui à la cité du non, traduit par Élisabeth Soulimov, préface d'Armand Lanoux, Paris, Grasset, 1970
- Katia Granoff, Anthologie de la poésie russe, 4e éd., Paris, Gallimard, coll. « Poésie » no 275, 1993
- Les Baies sauvages de Sibérie, roman, traduit du russe par Alain Préchac, Paris, Plon, 1982 : réédition, Paris, Presses pocket no 2149, 1983  (ISBN 2-266-01236-3) Ce roman est en fait un récit morcelé en une galerie de portraits en rapport avec la région natale de l'écrivain, illustration du dégel des années 1960.

## Hommages
- (4234) Evtushenko, astéroïde